# NGC 4507
NGC 4507 (również PGC 41960) – galaktyka spiralna z poprzeczką (SBb), znajdująca się w gwiazdozbiorze Centaura. Odkrył ją John Herschel 5 czerwca 1834 roku. Należy do galaktyk Seyferta.